# طريق الرعد (فلم 2018)
طريق الرعد (بالإنجليزية: Thunder Road) هو فيلم دراما أُصدر في 12 سبتمبر 2018. الفيلم من إخراج جيم كامينجز ‏ الذي تولّى كتابة السيناريو أيضًا.

## القصة
تقع أحداث الفيلم في تكساس.

## طاقم التمثيل
- جيم كامينجز [الإنجليزية]‏
- ماكون بلير [الإنجليزية]‏
- بيل وايز (ممثل)

## الاستقبال

### الجوائز والترشيحات
الجوائز
- سباق الجائزة الكبرى  [لغات أخرى]‏ (2018).

الترشيحات

## وصلات خارجية
- مقالات تستعمل روابط فنية بلا صلة مع ويكي بيانات

لا توجد روابط لمواقع التواصل الاجتماعي.